# Sergei Melgunov
Sergei Petrovich Melgunov (Moscou, 25 de dezembro de 1879 (O.S.) (6 de janeiro de 1880 (N.S.)) – Champigny-sur-Marne, 26 de maio de 1956) foi um historiador, editor, publicitário e político russo mais conhecido por sua oposição ao governo soviético e por suas inúmeras obras sobre a Revolução Russa de 1917, a Guerra Civil Russa e o Terror Vermelho, o que lhe propiciou um lugar de destaque na historiografia russa. Além disso, Sergei Melgunov também a história da Igreja Ortodoxa Russa e dos movimentos sociais na Rússia.

## Primeiros anos

### Juventude e educação
Nascido em Moscou sob a família aristocrática Melgunov, seu pai era Piotr Pavlovich Melgunov, um renomado historiador, botânico e professor da Universidade de Moscou, enquanto sua mãe, Nadezhda Fyodorovna Grushetskaya, era uma polonesa oriunda da também família nobre polonesa Grushetski.
O avô materno de Sergei era primo dos dezembristas Matvey e Sergei Muravyov — o apóstolo Feodor Alexandrovich Grushetsky, o qual também estava envolvido no inquérito sobre o caso dos dezembristas.
Entre os ancestrais de Sergei Melgunov estava um nobre do reinado de Catarina, a Grande, Alexei Petrovich Melgunov (1722–1788), e alguns de seus parentes eram Nikolai Melgunov, uma famosa figura pública do século XIX, que colaborou com Herzen, e Yuli Nikolayevich Melgunov, um proeminente etnógrafo e musicólogo.
Em 1899, formou-se no ginásio e seguiu os passos do pai, ingressando na Faculdade de História e Filologia da Universidade de Moscou, graduando-se em 1904. Durante seus estudos, participa do círculo científico estudantil e publica duas brochuras famosas: Карл Великий (Carlos Magno), em 1899, e Арабы и Магомет (Os Árabes e Maomé), em 1901. Essas obras lhe renderam avaliações positivas na imprensa russa. Logo o círculo foi transformado em uma comissão histórica no Departamento Educacional da Sociedade para a Disseminação do Conhecimento Técnico, da qual Melgunov se tornou presidente.

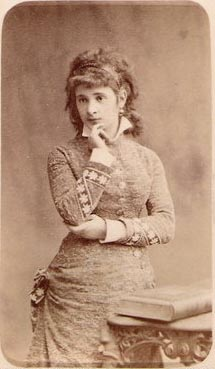
Nadezhda Fedorovna Grushetskaya, mãe de Sergei.

Logo após se formar na universidade, lecionou por algum tempo em ginásios particulares de Moscou e foi membro da Sociedade Pedagógica da Universidade de Moscou. Em 1905–1906, prestou serviço militar na 3ª Brigada de Granadeiros, estacionada em Rostov, Província de Yaroslavl.

### Carreira profissional até a Revolução Russa
De 1900 a 1916, Melgunov publicou em vários periódicos, incluindo o jornal Russkiye Vedomosti (Notícias Russas), com mais de 250 artigos sobre os mais diversos tópicos, principalmente sobre a igreja. Esses artigos foram posteriormente nos dois volumes de Tserkov' i gosudarstvo (Igreja e Estado na Rússia). Além disso, Além disso, Melgunov publicou várias obras populares sobre temas relacionados às implicações sociológicas da convicção religiosa, por exemplo, Moskva i staraya vera (1917), Velikiy podvizhnik Protopop Avvakum (1917) e outros. Melgunov também escreveu para as revistas Russkoye Rashestvo (Riqueza Russa), Vestnik Yevropa (O Arauto da Europa), Russkaya Mysl (A Mente Russa), Vestnik Upbring (O Arauto da Educação) e outras.
Em 1906, filiou-se ao Partido Constitucional Democrata (Kadet) e, em 1907, filiou-se ao Partido Socialista Popular.
Em 1905–1906, ele participou da criação das editoras Narodnoe Pravo (Direito do Povo) e Svobodnaya Rossiya (Rússia Livre), bem como da primeira União de Editores de Livros Livres da Rússia.
Em 1911, Melgunov organizou seu empreendimento mais famoso, a editora cooperativa Zadruga (nome de um tipo de comunidade rural tradicional de povos eslavos), da qual permaneceu como presidente do conselho até sua liquidação pelos bolcheviques em 1923.
Nessa época, Melgunov estava finalmente sendo reconhecido como um historiador profissional de alto calibre. Muitas de suas obras receberam uma resposta significativa e, na época de sua expulsão da Rússia pelos bolcheviques, Melgunov conseguiu publicar dois livros: Iz storii religiozno-obshchestvennykh dvizheniy v Rossii XIX veka (Da História dos Movimentos Religiosos e Sociais na Rússia no Século XIX), em 1919, e Religiozno-obshchestvennye dvizheniya v Rossii XVII i XVIII vekov (Movimentos Religiosos e Sociais dos Séculos XVII e XVIII na Rússia) em 1922.
De 1913 a 1923, foi editor e redator da revista Golos minuvshego (A Voz do Passado).
Durante a Primeira Guerra Mundial, Melgunov apoiou medidas destinadas a melhorar a capacidade de defesa do país. Ao mesmo tempo, ele protestou ativamente contra o frenesi do chauvinismo que tomou conta de muitos. Melgunov chegou a deixar o Círculo Literário e Artístico de Moscou em resposta à proposta de seus membros de excluir pessoas com sobrenomes alemães.
Em 1915, ele fez uma tentativa de unir as forças socialistas na Rússia organizando o jornal narodnik Nasha Zhizn (Nossa Vida), mas a tentativa fracassou devido a uma denúncia feita por um agente da polícia que achava que, como Melgunov estava na lista de seus funcionários, era de se esperar que o jornal fosse "o mais desagradável".
Em 1917, a atividade social e política de Melgunov tornou-se ainda mais ativa. Em fevereiro, ele estava em Petrogrado e foi testemunha direta dos eventos associados à Revolução de Fevereiro. Isso permitiu que ele refletisse posteriormente o curso dos eventos revolucionários com o relato de suas observações pessoais.
Em março de 1917, tornou-se membro do Comitê Organizador do Partido Socialista Popular Trabalhista e, em seu primeiro congresso, em abril, foi eleito para o comitê central e, posteriormente, tornando-se presidente.
Junto com Alexei Peshakhonov e Venedikt Myakotin, editou os jornais Narodnyi Sotsialist (O Socialista Popular) e o Narodnoye Slovo (A Palavra do Povo).
Em março de 1917, foi nomeado comissário responsável pela inspeção e recepção dos arquivos do Ministério de Assuntos Internos, do Consistório Eclesiástico de Moscou e do Conselho Missionário. De acordo com um decreto especial do Governo Provisório Russo de 22 de março de 1917, ele chefiou a Comissão para o Desenvolvimento de Assuntos Políticos de Moscou (Arquivo de Assuntos Políticos de Moscou), que coletou documentos sobre o movimento revolucionário (incluindo materiais do Departamento de Polícia e da Seção de Segurança de Moscou).
Essas nomeações para os arquivos permitiram que o Melgunov começasse a publicar em 1918 a série Material' po istorii obshchestvennogo i revolyutsionnogo dvuzheniya (Materiais sobre a História do Movimento Social e Revolucionário na Rússia) na editora Zadruga. Entretanto, apesar dos planos grandiosos, foi possível publicar apenas uma coleção em duas edições em 1918: a coleção de documentos da Seção de Segurança de Moscou "Bolcheviques". As coleções 1905 god (1905), Maisky pogrom v Moskve v 1915 gode (O Pogrom de Maio em Moscou em 1915), Khodynka, Russkaya provokatsiya (A Provocação Russa), Цензурная политика самодержавия Tsenzurnaya politika samoderzhavniya (A Política de Censura da Autocracia) e algumas outras não puderam ser publicadas.
Em 19 de abril de 1918, a comissão foi liquidada pelos bolcheviques. Melgunov não teve acesso ao Departamento Político-Arquivístico do Conselho do Comissariado do Povo e da Província de Moscou, que foi criado em seu lugar.
Ele foi indicado pela organização regional de Moscou do PSPT como candidato à Assembleia Constituinte. O programa eleitoral de Melgunov consistia na união de "todos os grupos partidários com ideias únicas", o que, em sua opinião, seria "um sinal de nossa maturidade política e a maior vitória da democracia russa". Mas tanto Melgunov quanto seu partido foram derrotados nas eleições.
Melgunov encarou outubro de 1917 com cautela e a assinatura da Paz de Brest pelos bolcheviques forçou Melgunov a participar da luta contra o poder bolchevique.
Do ponto de vista ideológico, o socialista convicto Melgunov, para quem o principal valor era "os interesses da personalidade humana como tal", também não conseguia se reconciliar com a ditadura do proletariado e a luta de classe como "expediente revolucionário".
Em seu artigo Bor'ba po kontsa (Luta Até o Fim), conclamando a intelligentsia russa a se unir contra os bolcheviques, ele afirmou que "já tivemos um inimigo comum. E agora, novamente, ele é apenas um. Para combatê-lo neste momento, todas as forças democráticas intelectuais devem se unir" (Narodnoe Slovo, 1918, 21 de abril, p. 5). Ele foi um dos poucos ativistas socialistas que colaborou com organizações monarquistas clandestinas.

### Centro Tático
Na luta contra os bolcheviques, Melgunov tornou-se o líder da União do Renascimento da Rússia e do Centro Tático. A partir de abril de 1919, ele foi forçado a assumir uma posição semilegal. Durante esse período, ele foi submetido pelas novas autoridades a vinte e cinco buscas e cinco prisões.
No caso do Centro Tático, ele foi preso em 7 de fevereiro de 1920 e em agosto foi condenado à morte, que foi substituída por dez anos de prisão. Ele foi libertado em 15 de fevereiro de 1921 sob pressão da comunidade científica, graças à intercessão de Vera Figner, Piotr Kropotkin, Nikolai Tyuchev, Nikolai Morozov e outros. Em maio de 1922, ao final do julgamento do Partido Socialista Revolucionário, ele foi preso novamente. Em 4 de agosto, foi libertado sob a garantia de vários comunistas, inclusive Leonid Krasin, mas a investigação de seu caso continuou (foi encerrada somente em 1931). Em setembro, ele solicitou ao Comitê Executivo Central de Toda a Rússia que lhe permitisse viajar para o exterior e, em seguida, fez um pedido semelhante à GPU. Em outubro de 1922, ele e sua esposa deixaram a Rússia definitivamente.

## Exílio

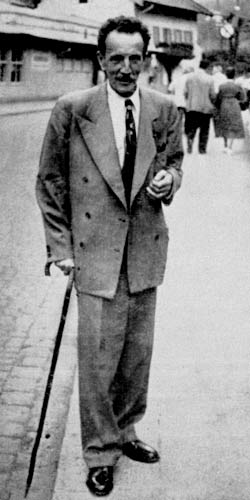
Sergei Melgunov no exílio.

Logo após sua expulsão da Rússia, Melgunov foi privado de sua cidadania soviética, o que foi motivado pela publicação no exterior de seus artigos e de um livro sobre o Terror Vermelho.
Na emigração, continuou a ser membro do Comitê Estrangeiro do Partido Socialista Popular Trabalhista. Entre 1923 e 1928, juntamente com Viatcheslav Myakotin e T. A. Polner, publicou a revista histórica e literária Na chukoi storone (No Estrangeiro) e, a partir de 1926, passou-se a chamar Golos minuvshego na chukoi storone (A Voz do Passado no Estrangeiro). Juntamente com Pavel Milyukov, foi o autor da primeira análise científica da história das revoluções de fevereiro e outubro e da Guerra Civil Russa no exílio. Entre 1920 e 1950, escreveu uma série de livros, valiosos em termos de conteúdo factual.
Em 1925, Melgunov se muda para Praga, onde suas coleções são publicadas, começando com a 9ª edição.
Em 1926, mudou-se para Paris. Lá publicou suas coleções do A Voz do Passado no Exterior entre 1926 e 1928 na editora N. P. Karbasnikov.
Ele acreditava que era necessário criar uma frente anticomunista unida de todos os espectros políticos da emigração russa.

### SemanárioLuta pela Rússia
A partir de 1926, durante vários anos, ele participou da publicação do semanário político Luta pela Rússia, destinado principalmente à distribuição na Rússia Soviética. O programa político do semanário não apenas rejeitava qualquer contato entre a emigração russa e a Rússia Soviética, mas também pedia uma luta contra ela, em total conformidade com a declaração do próprio Melgunov na imprensa de que a luta armada era o único meio de derrubar o poder bolchevique. Esse programa teve a oposição da maioria dos emigrantes: de Pavel Milyukov a Aleksandr Kerensky. Melgunov foi apoiado nessa questão apenas pelo grupo de Piotr Struve.
As publicações do próprio Melgunov também correspondiam à direção do trabalho do semanário. Entre fevereiro e maio de 1931, foram publicados fragmentos do livro Tchekistky Olimp (O Olimpo Tchekista), em que Melgunov apresenta retratos dos "líderes" e organizadores da Tcheka, com quem o autor teve de se comunicar durante as prisões de 1919 a 1922: Felix Dzerzhinsky, Vyatcheslav Menzhinsky, Nikolai Krylenko e Mikhail Kedrov. O historiador e biógrafo de Melgunov, Dr. Yuri Yemelyanov, não descarta a possibilidade de que esses esboços tenham formado a base do livro Dzerzhinsky, Menzhinsky, Peters, Latsis and Yagoda (1935), de R. B. Gul, publicado em Paris.
Seu trabalho no semanário Luta pela Rússia levou Melgunov a cooperar com organizações secretas de oficiais emigrados e com o general Aleksandr Kutepov, um defensor da ação ativa contra o regime soviético, que se relacionava por meio de seus agentes clandestinos com a "Rússia subnacional".
O trabalho da Luta pela Rússia estava ligado ao Vtoroy Trest (Segunda Chance), que adotou como programa de atividade o programa da Luta pela Rússia de Melgunov. A contrainteligência soviética, com a ajuda de provocadores, informantes e vigilância, conseguiu liquidar essa organização clandestina, e Melgunov teve que interromper suas atividades políticas contra a Rússia Soviética por algum tempo. O fracasso das atividades políticas e a falta de financiamento levaram ao fim do semanário Luta pela Rússia.

### Anos anteriores à Segunda Guerra Mundial
Às vésperas da Segunda Guerra Mundial, Melgunov tornou-se amplamente conhecido como um autor ativo de muitos estudos históricos. Foi preparada a coleção Dela i lyudi Aleksandrovskogo vremeni (Assuntos e Pessoas da Época de Alexandre), que incluía todos os trabalhos de Melgunov sobre esse tópico de publicações russas.
O segundo volume da obra de Melgunov sobre o tema dos dezembristas também estava em andamento.
Entretanto, não foram as obras iniciadas ou escritas inteiramente na Rússia que deram ao historiador o lugar especial que ele ocupa na historiografia russa: a fama de Melgunov como historiador é o resultado do reconhecimento geral nos círculos profissionais e gerais que ele obteve na emigração por meio de seus estudos sobre a Revolução Russa e a Guerra Civil Russa. Posteriormente, Melgunov concentrou seus interesses acadêmicos nesse mesmo assunto e produziu várias obras:
- N. V. Tchaykovsky v gody grazhdanskoy voyny (Tchaykovsky durante a Guerra Civil Russa) — Paris, 1929;
- Tragediya admirala Kolchaka (A Tragédia do Almirante Kolchak) — Belgrado, 1930–31;[21]
- Na putyakh k dvortsovomu perevorotu zagovory pered revolyutsiei 1917 goda (A Caminho do Golpe no Palácio: Conspirações Anteriores à Revolução de 1917) — Paris, 1931;
- Rossiyskaya kontr-revolyutsiya. Melody i vyvody generala Golovina (A Contrarrevolução Russa: Melodias e Conclusões do General Golovin) — Paris, 1938;
- Zolotoy nemetskiy klyuch k bol'shevitskoy revolyutsii (A Chave de Ouro Alemã para a Revolução Bolchevique) — Paris, 1940;
- Martovskiye dni 1917 goda (Os Dias de Março de 1917) — (Nos. XII-XXX, 1950–3);
- Sud’ba imperatora Nikolaya II po sie otrecheniya (O Destino do Imperador Nicolau II e Sua Renúncia) — Paris, 1951;[22]
- Kak bol'sheviki zakhvatili vlast' (Como os Bolcheviques Tomaram o Poder) — Paris, 1957 (póstumo).

### Segunda Guerra Mundial e o período pós-guerra
Nos anos do pós-guerra, ele se opôs aos sentimentos pró-soviéticos no exílio, argumentando que "não se pode confiar em Stalin", "a esperança de uma evolução pacífica do poder bolchevique, de uma coabitação pacífica com a autocracia vermelha é utópica". Nessa plataforma, ele publicou, a partir de 1946, as coleções Svobodnyi golos (A Voz da Liberdade), posteriormente com outro nome, em 1948–1957; Rossiisky Demokrat (O Democrata Russo), nos. 15–27. De 1950 a 1954, foi editor da revista Vozrozhdenie (Renascimento).
Ele liderou as organizações de emigrantes União de Luta pela Liberdade da Rússia (1948–1956), que se originou em Paris, a União de Luta pela Libertação dos Povos da Rússia (Munique, 1951–1956).
Melgunov faleceu de câncer e foi sepultado em Champigny-sur-Marne, perto de Paris.
Em 1992, foi reabilitado na Rússia.

## Ler mais
- Yemelyanov, Yuri N. (2007). «Сергей Петрович Мельгунов — историк революции» [Sergei Petrovich Melgunov – O Historiador da Revolução]. Как большевики захватили власть."Золотой немецкий ключ" к большевистской революции [Como os Bolcheviques Tomaram o Poder: "A Chave de Ouro Alemã" para a Revolução Bolchevique]. Moscou: Airis Press. ISBN 978-5-8112-2904-8
- Obras e biografia de Sergei Melgunov: http://ldn-knigi.lib.ru/R/Melgunov.htm